# Попов (лунный кратер)
Кратер Попов (лат. Popov), не путать с кратером Поповой на Меркурии, —  крупный древний ударный кратер в экваториальной области обратной стороны Луны. Название присвоено в честь русского физика и электротехника Александра Степановича Попова (1859—1905) и болгарского астронома Кирилла Попова (1880—1966); утверждено Международным астрономическим союзом в 1961 г. Образование кратера относится к донектарскому периоду.

## Описание кратера

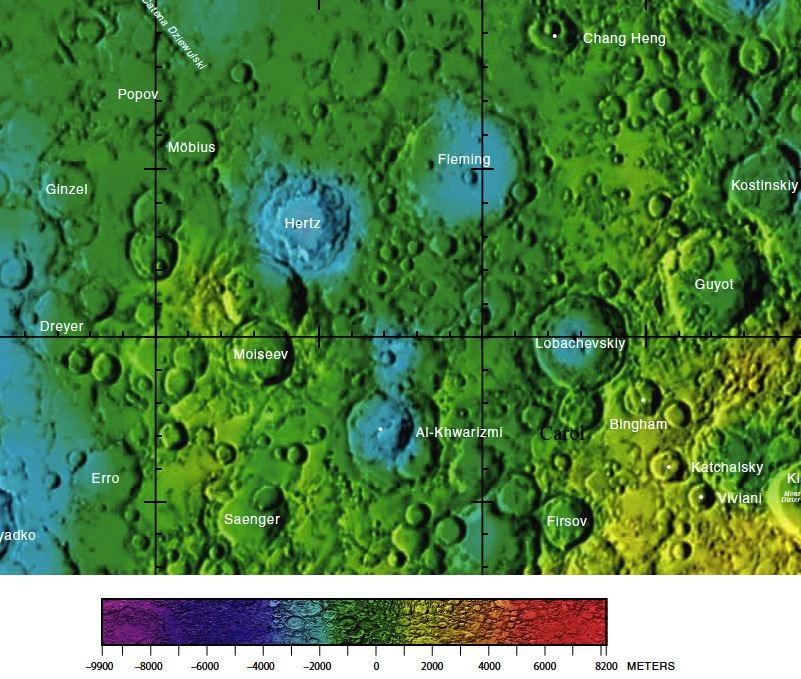
Окрестности кратера Попов. Фрагмент карты обратной стороны Луны.

Ближайшими соседями кратера являются кратер Аль-Бируни на западе; кратер Дзевульский на севере; кратер Мебиус на юго-востоке и кратер Гинцель на юго-западе. На севере-северо-востоке в непосредственной близости от кратера находится цепочка кратеров Дзевульского; на юго-западе расположено Море Краевое. Селенографические координаты центра кратера 16°56′ с. ш. 99°23′ в. д. / 16,93° с. ш. 99,38° в. д., диаметр 71,4 км, глубина 2,7 км.
Кратер имеет близкую к циркулярной форму и значительно разрушен за длительное время своего существования. Вал значительно сглажен и отмечен несколькими маленькими кратерами, особенно в западной части. Дно чаши ровное, вероятно переформировано лавой, в восточной части чаши находится скопление мелких кратеров.

## Сателлитные кратеры

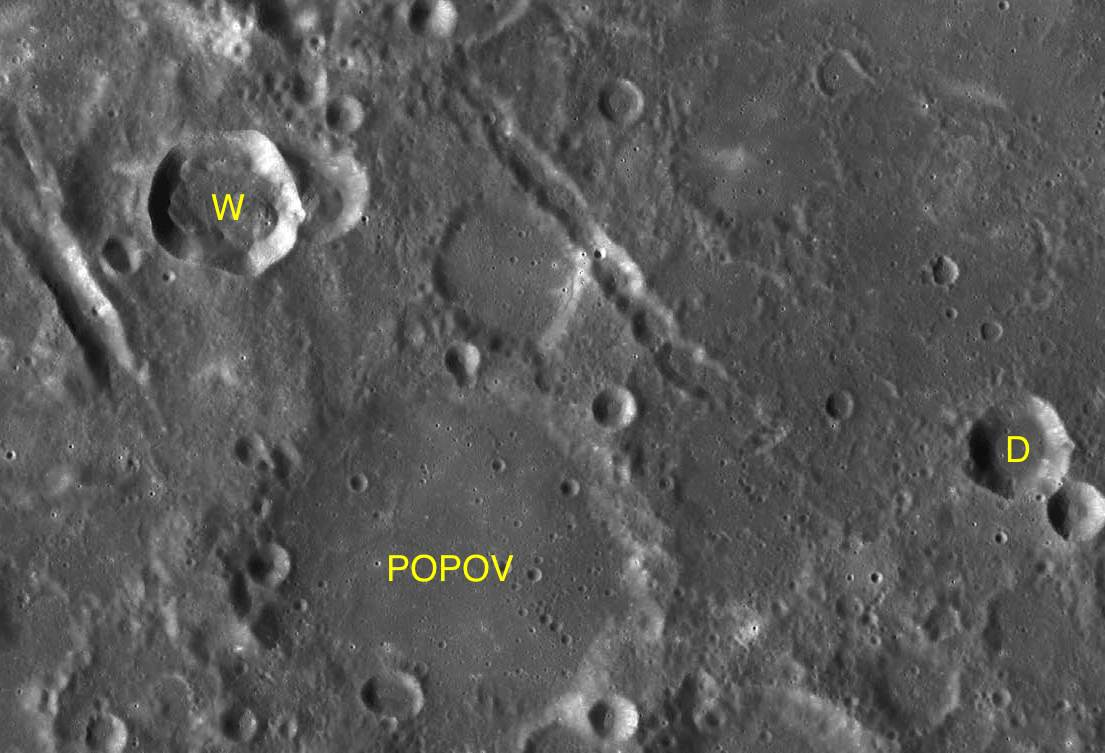
Фрагмент карты LAC-46.

| Попов | Координаты                                             | Диаметр, км |
| ----- | ------------------------------------------------------ | ----------- |
| D     | 17°42′ с. ш. 102°40′ в. д. / 17,7° с. ш. 102,67° в. д. | 17,5        |
| W     | 19°04′ с. ш. 98°04′ в. д. / 19,07° с. ш. 98,06° в. д.  | 26,3        |